# 沙马拉达隧道
沙木拉达隧道或称沙马拉达隧道、沙木拉打隧道（彝文：ꎭꂵꇁꄿ）、东方红隧道，是成昆铁路上的一座隧道，全长6.379千米，是当时中国最长的铁路隧道，1966年贯通。

## 位置选定
成昆铁路穿越大相岭和小相岭段共有十多个方案，其中沿大渡河，牛日河穿越沙木拉达分水岭，再沿孙水河过泸沽到西昌的方案被最终确定。
线路经过的大小相岭各垭口标高均在2500米以上，其中虽然沙木拉达垭口较低，但高度落差依然非常大，约1600米。在该路段研究中，设计了小相岭垭口约11公里隧道和沙木拉达隧道的4.8、6.2和8.38公里三种不同方案。这其中4.8公里方案，因隧道位置最高，引线最长，工程费最大，最不经济而放弃。而小相岭和沙木拉达8.38公里方案，引线最短、工程量最小，但隧道过长，受当时建设水平和当地地质情况限制，不具备修筑超长隧道的条件和能力，故选择6.2公里方案，并经过详细设计后，最终以6.235公里方案交付施工。
1963年停工后，又按隧道分修的原则，研究了四个方案：小相岭，阳糯雪山垭口，瓦吉木垭口和沙木拉达垭口。其中前三个方案隧道分别长19.5公里，25.7公里和14.5公里。其中阳糯雪山和小相岭方案在施工量，展线系数，线路长等方面相似，但前者隧道距离过长。而瓦吉木垭口方案虽不如阳糯雪山方案，但优于沙木拉达方案。在1964年复工时，受施工水平限制，且停工时已成洞约2400米，故依旧采用沙木拉达方案，重新设计后距离更改为6.379公里。不过在建设时考虑到线路的长期发展，在乃托站预留了小相岭方案的接线条件。

## 施工
沙木拉达隧道昆明端采用蘑菇形开挖法，通过锚杆支护自下向上挖，再使用棚架出渣，可以在简化工序的同时，按需加开漏渣口，以加快施工进度。即使遭遇地质变化，也易于改变开挖方法。昆明端原先采用的上下导坑开挖法，月成洞仅有101.01米。采用蘑菇形开挖法后，1966年3月月成洞达到了302.1米。
隧道建设时也采用了辅助坑道施工，采用平行导坑开挖横通道48个，其中九个为反向。平导最大间距346.2米，最小60米，平均130.9米。平导中成都端16个，4个反向，平均间距163.6米，昆明端32个，5个反向，平均间距117.1米。
施工通风使用巷道式，昆明端配有2台主扇和9台局扇。施工初期曾因接头漏风发生过有害气体中毒事故。

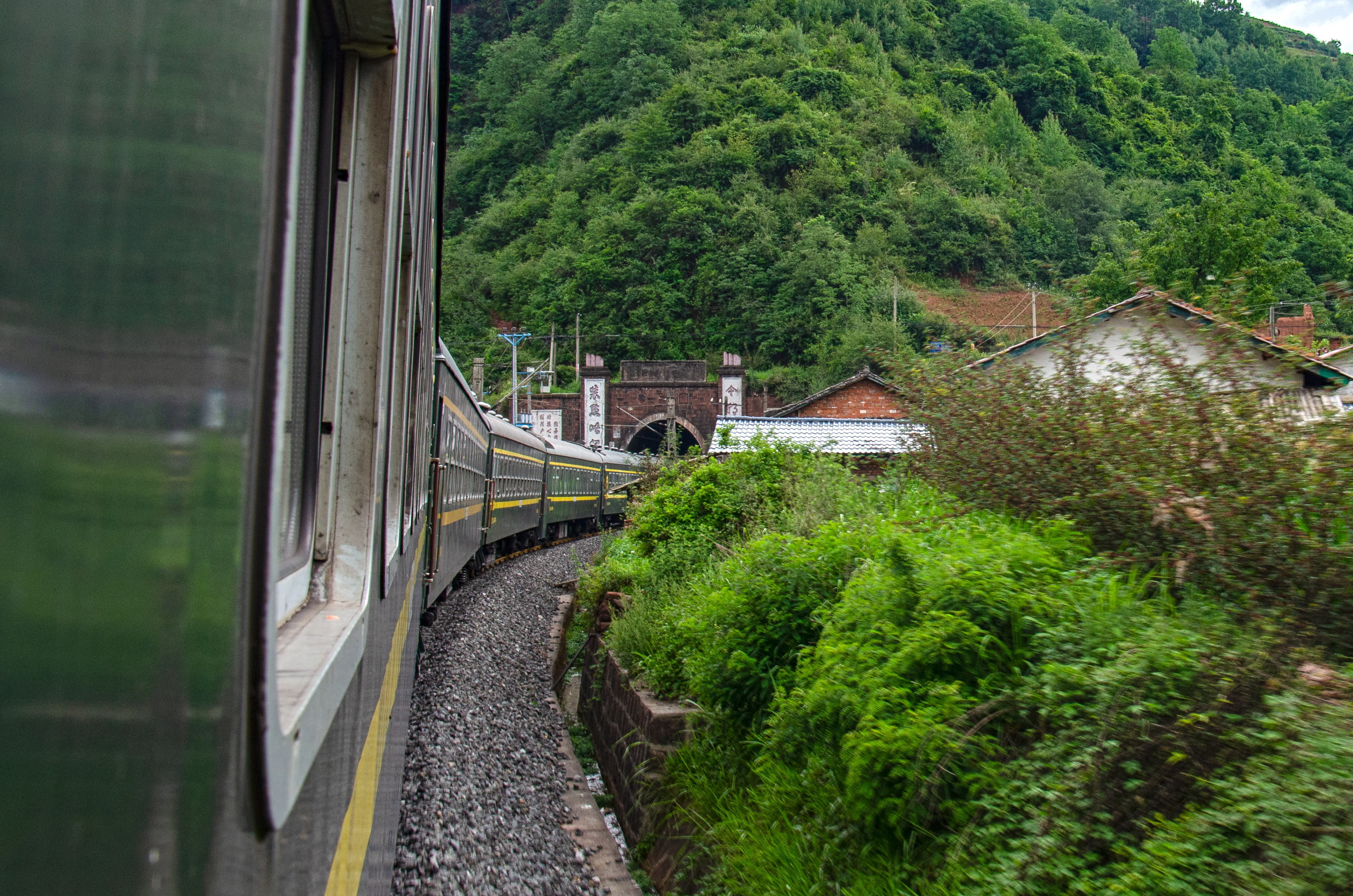
沙马拉达隧道成端隧道口
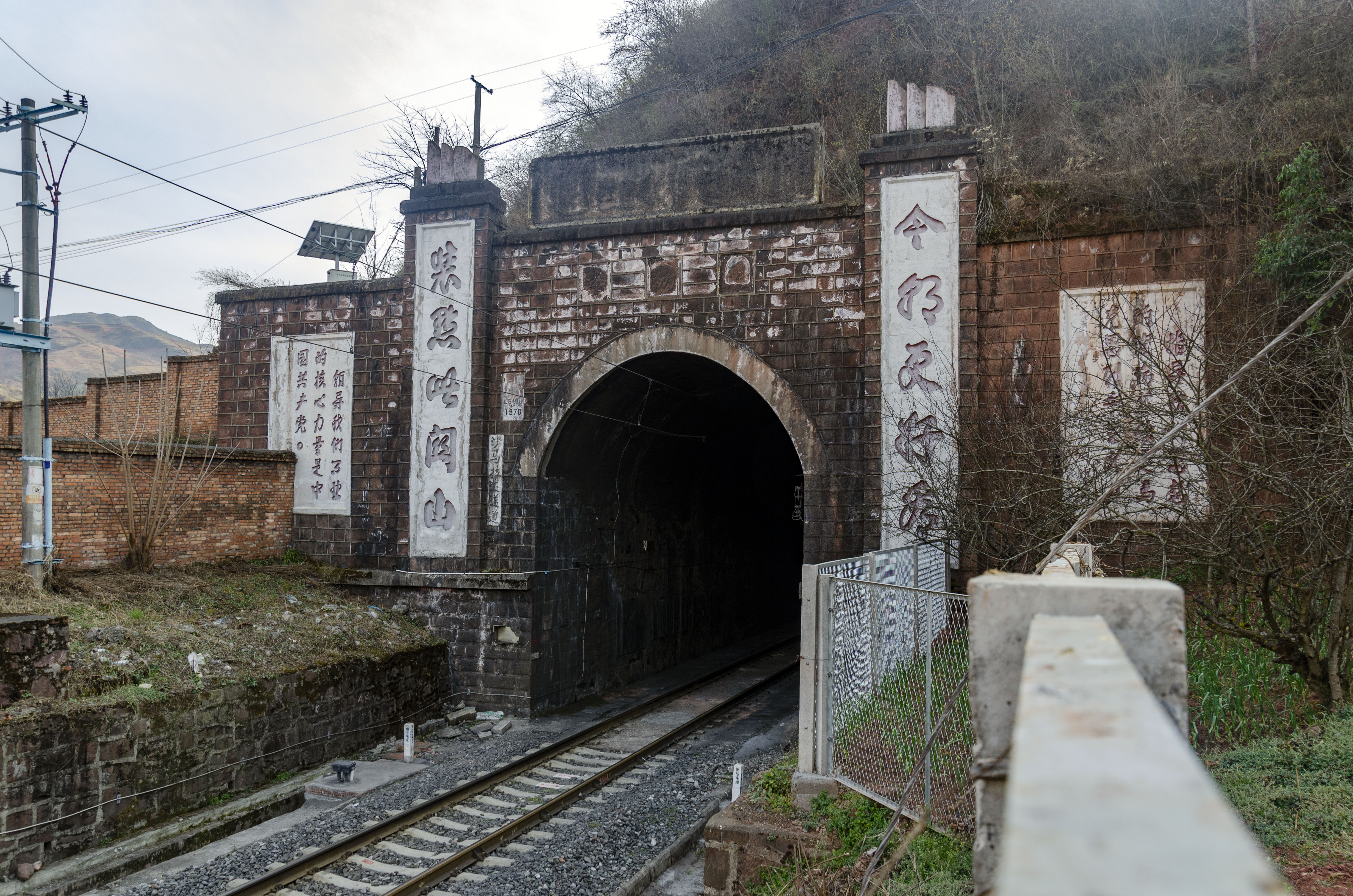
成端隧道口刻有《毛主席语录》和对联“装点此关山，今朝更好看”
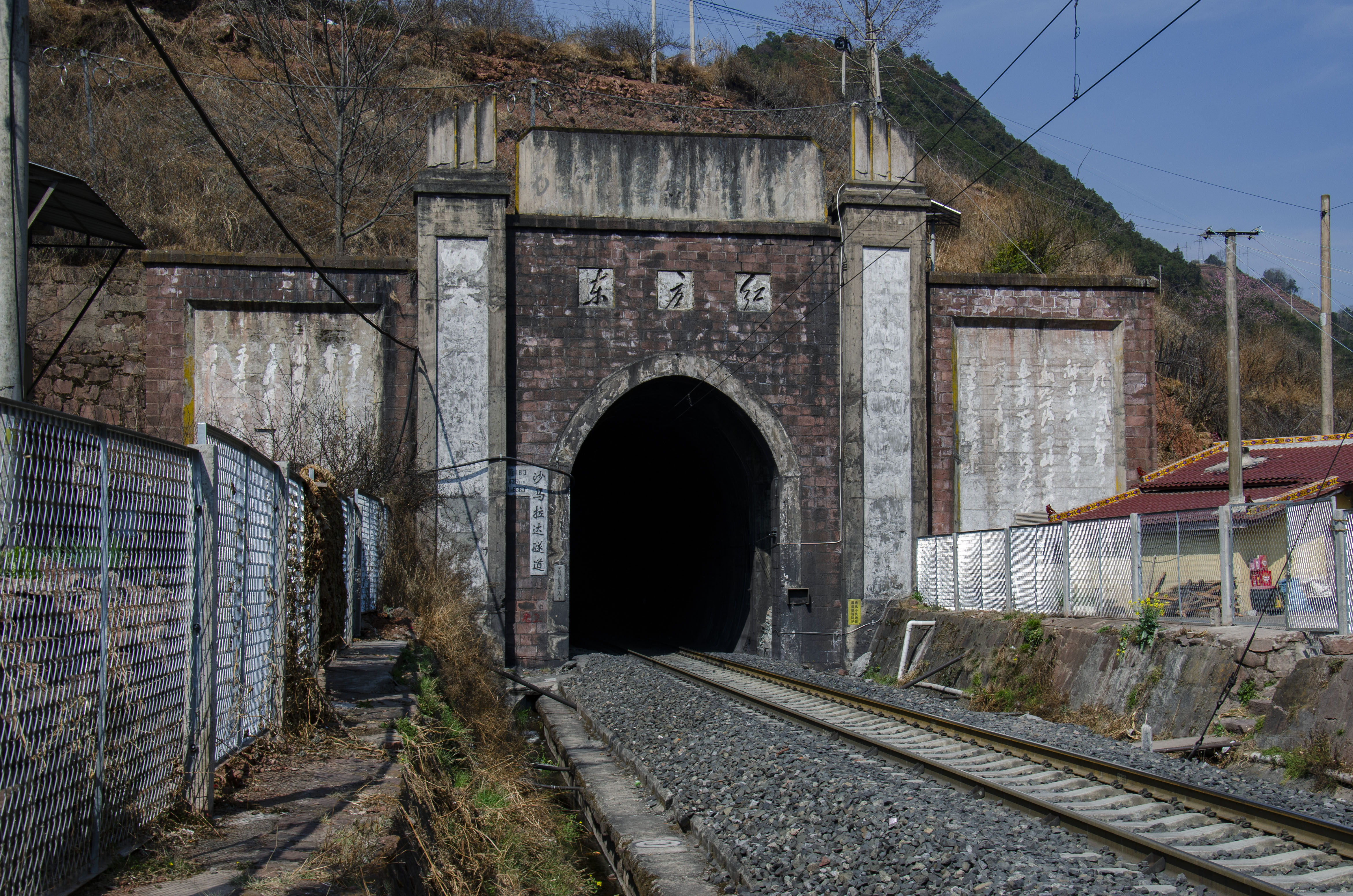
昆明端隧道口，顶端刻有“东方红”字样，此亦为隧道的别名之一

### 地质灾害
沙木拉达是牛日河和孙水河的分水岭，所以地表沟谷发达，密度达到5.2公里/平方公里。而隧洞本身就要穿过四组主要断层和四组裂隙带，又分为4个水文地质层。建设过程中，隧道有9处涌水地段，共257米，成都端日最大涌水量7550吨，昆明端最大为12000吨。
成都端涌水段主要地质原因为牛日河的源流拉普-米沟在K436＋046.77处跨越隧道，即使是枯水季节，流量也能达到每秒80升左右。米市向斜核部和F4断层分别以35°和52°与隧道交叉。成都端共有4个涌水段，其中K434＋028.77至K434＋128.77和米市向斜核部斜交，这100米日涌水80余吨。而K435＋554.77至435＋567.77段因通过北西西向张密集带导致出现两段裂面开张并 涌水的路段，由于处理不及时，此处涌水导致沙木拉达施工暂停了16天，两处日涌水超过2600吨。在隧道通过F4断层的裂缝密集带时，其地表又是拉普-米沟，故产生了71米的涌水段，日涌水量最大达到3688吨，除了下导仅停工16天外，其余工程皆不得不暂停施工长达四个月。另外成都端的平导也出现过涌水段，日涌水1000吨左右。
在昆明端，次一级背斜尔西特泻沟在K438＋898.77处通过隧道洞顶，F21断层性质更是复杂，此段破碎带富水性强，以78°斜穿洞身。昆明端的4处涌水段主要有两处尤为严重。其中一处位于K438＋812至K438＋824，该段不仅地表为益日里提河，位于与尔西特泻沟的轴部，且又正面穿过F21，在抽换下导支撑时，导致了上导坍塌，日涌水近3000吨。另一处K438＋791至K438＋810段，日涌水量2700吨－9600吨，最高峰时达到了每日12000吨。
为了清除上述涌水灾害，成都端设置了四条排水管路共10台抽水机，抽水机的总装机容量为371千瓦；同时还挖掘了顺坡的导水沟，通过落差将涌水排出洞外。

## 脚注
1. ↑  《成昆铁路》册三，第52及53页间拉页
2. ↑  《成昆铁路》册二，第13页
3. 1 2  《成昆铁路》册二，第13－14页
4. ↑  《成昆铁路》册三，第42页
5. ↑  《成昆铁路》册三，第44页
6. ↑  《成昆铁路》册三，第46页
7. ↑  《成昆铁路》册三，第234－235页
8. ↑  《成昆铁路》册三，第105页
9. 1 2  《成昆铁路》册三，第106页
10. ↑  《成昆铁路》册三，第107-109页